# Gottlieb Haberlandt

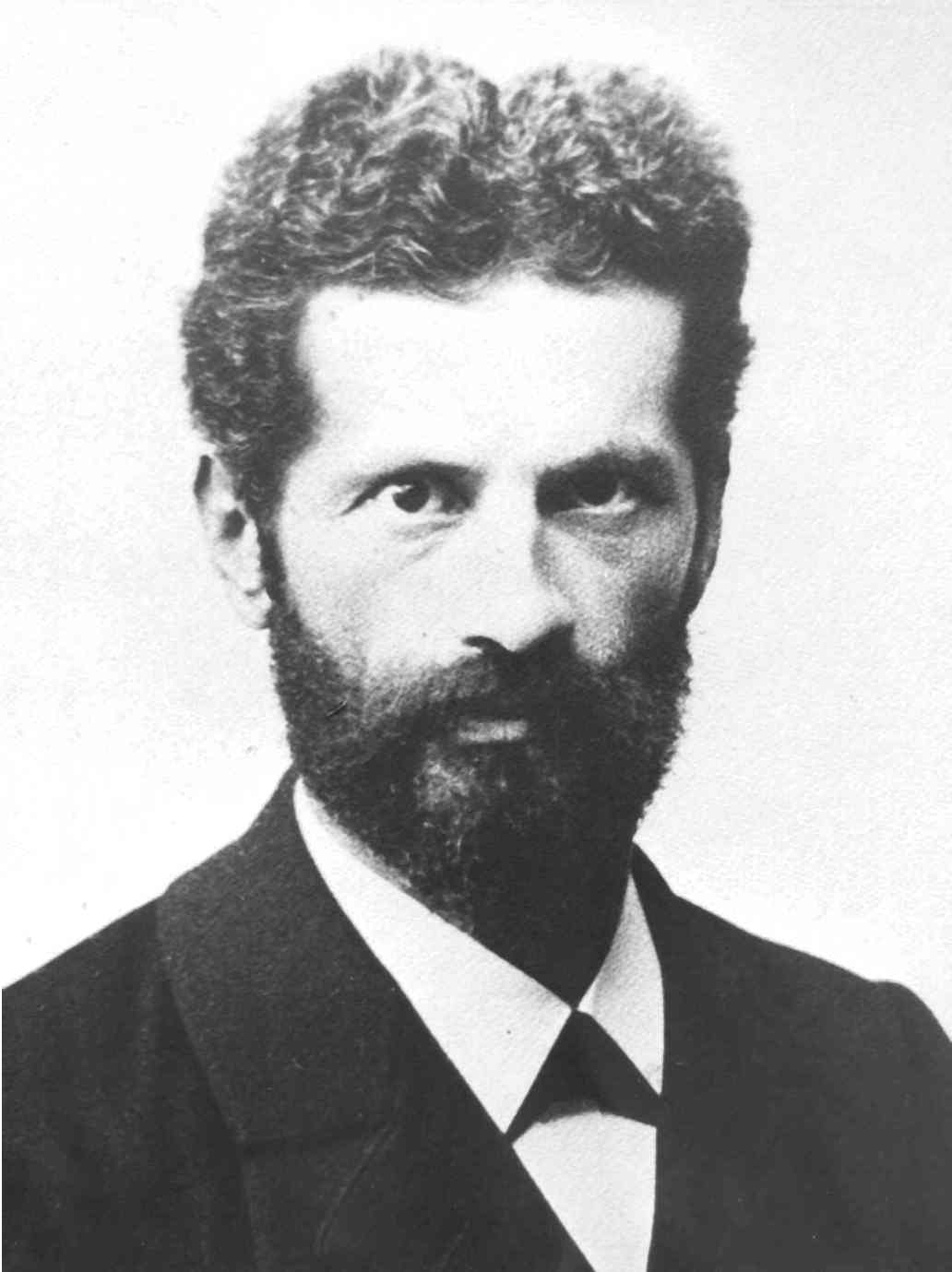
Gottlieb Haberlandt

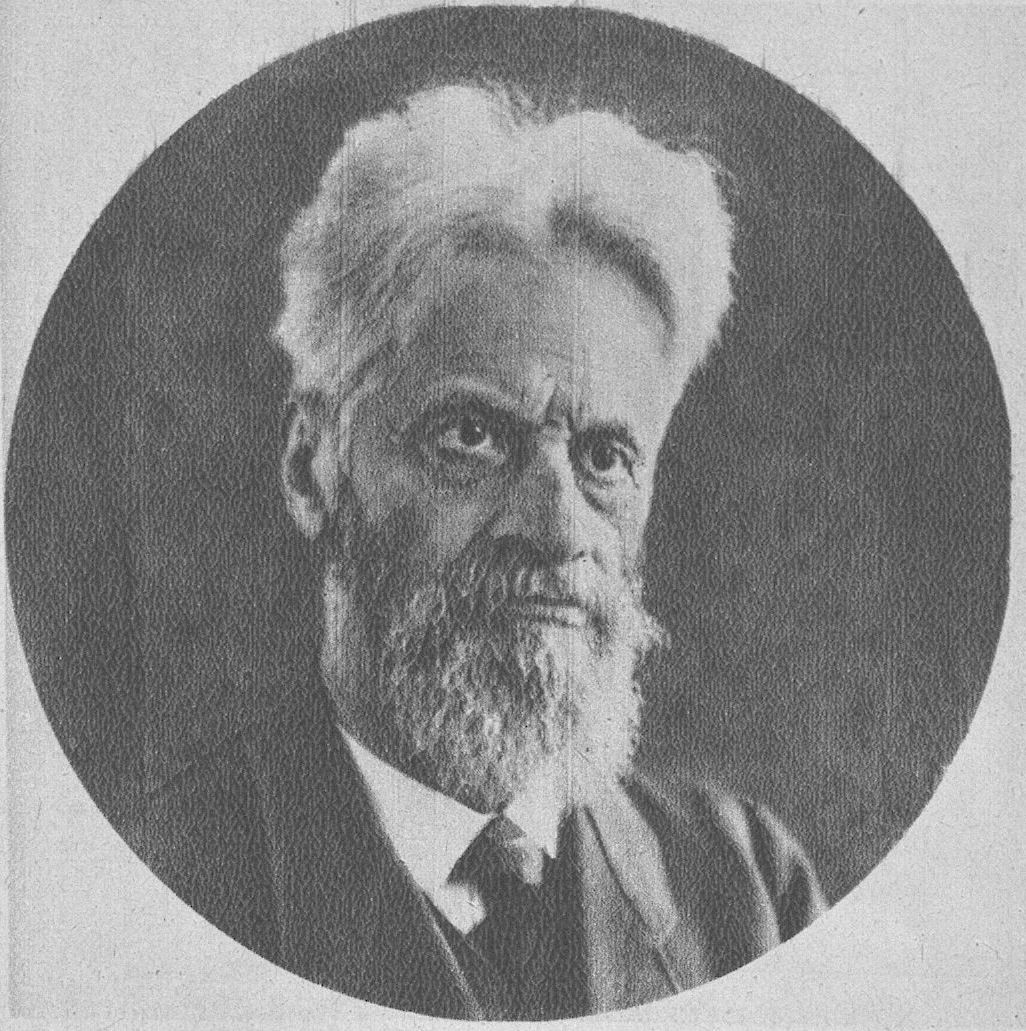
Gottlieb Haberlandt, um 1924

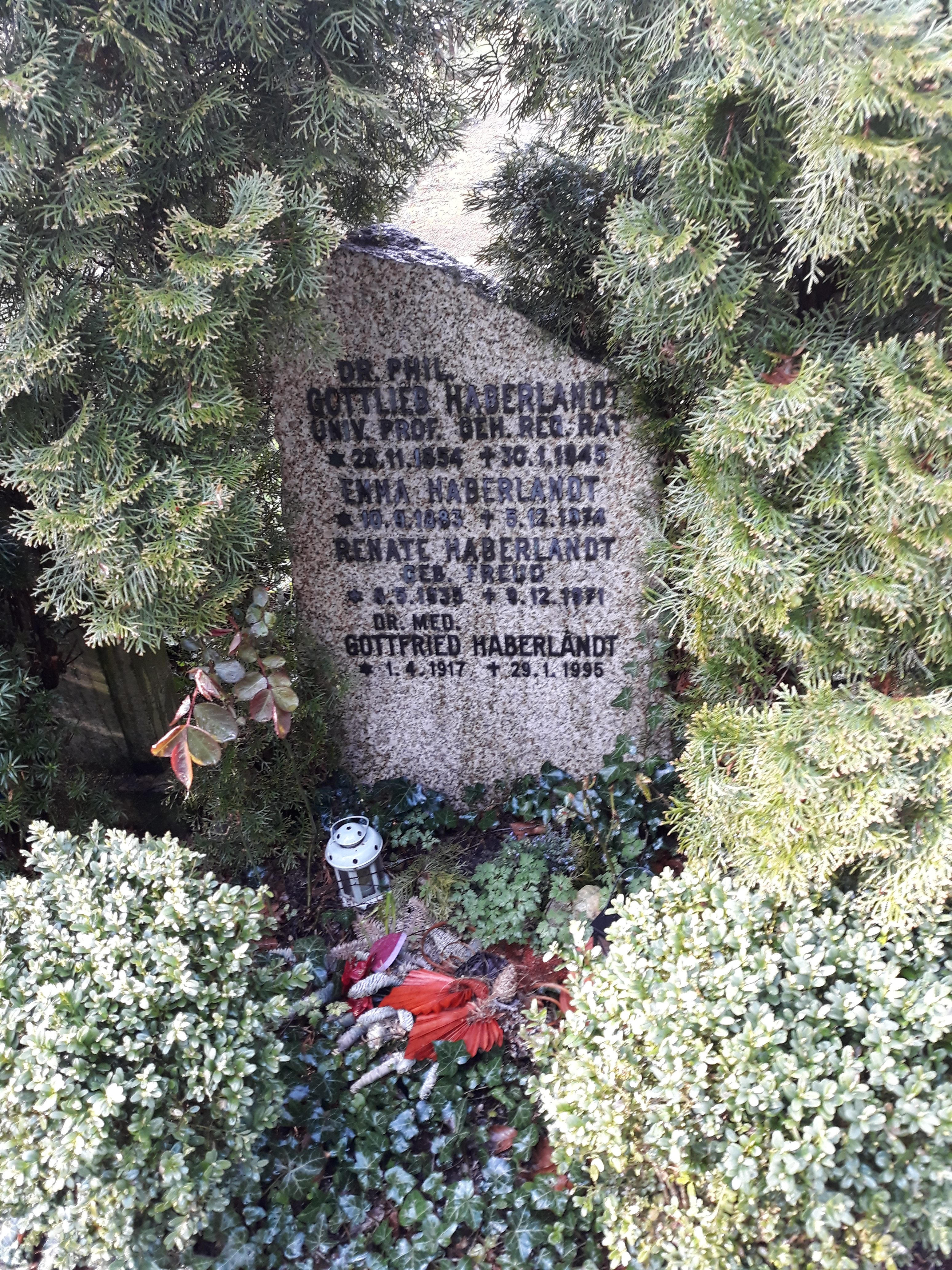
Das Grab von Gottlieb Haberlandt und seiner zweiten Ehefrau Emma geborene Klingenberg auf dem Friedhof Wilmersdorf in Berlin

Gottlieb Johann Friedrich Haberlandt (* 28. November 1854 in Ungarisch-Altenburg, heute Mosonmagyaróvár, Kaisertum Österreich; † 30. Januar 1945 in Berlin) war ein österreichischer Botaniker. Er begründete die physiologische Pflanzenanatomie und war Mitentdecker der pflanzlichen Hormone. 

## Leben und Wirken
Haberlandt war eines von sechs Kindern des Agrarwissenschaftlers Friedrich Haberlandt (1826–1878). Sein Bruder Michael Haberlandt (1860–1940) war Ethnologe.
Haberlandt studierte an der Universität Wien, wo er 1876 promoviert wurde. Danach arbeitete er bei Simon Schwendener an der Universität Tübingen. Im Jahr 1881 wurde er zum Mitglied der Leopoldina gewählt. Ab 1888 war er Professor für Botanik an der Technischen Hochschule Graz und ab 1910 an der Universität Berlin. 1899 wurde er als korrespondierendes und 1911 als ordentliches Mitglied in die Preußische Akademie der Wissenschaften aufgenommen. 1913 wurde er korrespondierendes Mitglied der Bayerischen Akademie der Wissenschaften. 1924 wurde er zum korrespondierenden Mitglied der Russischen Akademie der Wissenschaften gewählt. 1932 wurde er Ehrenmitglied der Leopoldina. Haberlandt kultivierte u. a. isolierte Pflanzenzellen und vermutete die Totipotenz der Zelle, womit er zu einem Vorläufer der heute in den Pflanzenwissenschaften bei Nutzpflanzen oft eingesetzten Zell- und Gewebekulturverfahren wurde.

## Werke
- Die Entwicklungsgeschichte des mechanischen Gewebesystems der Pflanzen. Engelmann Leipzig 1879. (Digitalisat)
- Physiologische Pflanzenanatomie. 1884. 5. neubearb. u. verm. Aufl., Engelmann, Leipzig 1918 (Digitalisat).
- Das reizleitende Gewebesystem der Sinnpflanze. Engelmann, Leipzig 1890. (Digitalisat)
- Über Erklärung in der Biologie. Rede bei der feierlichen Eröffnung der neuen naturwissenschaftlichen und medicinischen Institute der Universität Graz, am 9. December 1899. Leuschner & Lubensky, Graz 1900.
- Die Lichtsinnesorgane der Laubblätter. Engelmann, Leipzig 1905.
- Sinnesorgane im Pflanzenreich zur Perzeption mechanischer Reize. Engelmann, Leipzig 1906.
- Eine botanische Tropenreise. Indo-malayische Vegetationsbilder und Reiseskizzen. Engelmann, Leipzig 1893; 2. Aufl. 1910.
- Über Pflanzenkost in Krieg und Frieden. Ein Vortrag. Teubner, Leipzig 1916.
- Physiologie und Ökologie. I. Botanischer Teil. Berlin 1917.
- Das Ernährungsproblem und die Pflanzenphysiologie. Norddt. Buchdr. u. Verl. Anst.,  Berlin 1918.
- Goethe und die Pflanzenphysiologie. Weg, Leipzig 1923.
- Erinnerungen, Bekenntnisse und Betrachtungen. 1933. doi:10.1007/978-3-662-36740-7
- Botanische Vademecum für bildende Künstler und Kunstgewerbler. Fischer, Jena 1936.
- Über das Wesen der morphogenen Substanzen. Verlag der Akademie der Wissenschaften, Berlin 1942.